# Tonatia
Tonatia is een geslacht van zoogdieren uit de familie van de bladneusvleermuizen van de Nieuwe Wereld (Phyllostomidae). De wetenschappelijke naam van het geslacht werd in 1827 gepubliceerd door John Edward Gray.

## Soorten
Er worden 4 soorten in dit geslacht geplaatst:
- Tonatia bakeri Williams, Willig, & Reid, 1995
- Tonatia bidens (von Spix, 1823)
- Tonatia maresi Williams, Willig, & Reid, 1995
- †Tonatia saurophila Koopman & E. E. Williams, 1951